# Schefflera pueckleri
Espèce
Statut de conservation UICN

 CD  : Dépendant de la conservation
(appellation d’avant 2001)
Schefflera pueckleri est une plantes à fleurs de la famille des Araliacées originaire d'Asie du Sud-Est.

## Répartition
Sud-ouest de la Chine ; Laos ; Nord de la Thaïlande ; Nord du Viêt Nam.